# Michael Leavitt
 (mars 2017).
Si vous disposez d'ouvrages ou d'articles de référence ou si vous connaissez des sites web de qualité traitant du thème abordé ici, merci de compléter l'article en donnant les références utiles à sa vérifiabilité et en les liant à la section « Notes et références ».
Pour les articles homonymes, voir Leavitt.
Michael Okerlund Leavitt, né le 11 février 1951 à Cedar City (Utah), est un homme politique américain. Membre du Parti républicain, il est gouverneur de l'Utah entre 1993 et 2003, administrateur de l'Agence de protection de l'environnement entre 2003 et 2005 puis secrétaire à la Santé et aux Services sociaux entre 2005 et 2009 dans l'administration du président George W. Bush.

## Biographie
Michael Leavitt est diplômé d’économie. En 1992, il est élu sous les couleurs des républicains, 14e gouverneur de l'Utah, réélu en 1996 et en 2000.
En 2003, il démissionne de son poste à la suite de sa nomination par George W. Bush pour prendre la direction de l’Agence de protection de l'environnement.
En décembre 2004, George W. Bush le choisit pour succéder à Tommy Thompson au département de la Santé et des Services sociaux. Il entre en fonction et est confirmé par le Sénat le 26 janvier 2005.
Michael Leavitt est marié et père de cinq enfants.